# Bruno Abbatini
Bruno Abbatini (Genzano di Roma, 30 giugno 1938 – Albano Laziale, 31 marzo 2017) è stato un calciatore e allenatore di calcio italiano, di ruolo centrocampista.

## Carriera

### Giocatore

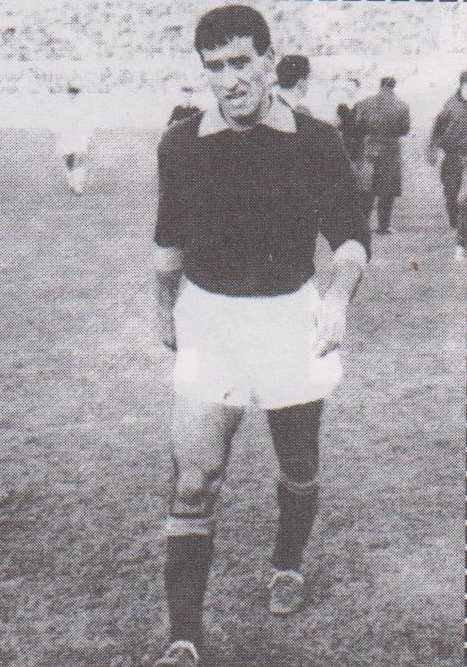
Bruno Abbatini con la maglia dell'A.S. Roma

Comincia a muovere i primi passi nel Cynthia. Notato dai dirigenti della Roma viene acquistato e poi girato prima all'Ostia Mare e poi alla Tevere Roma.
Nella stagione 1961-1962 gioca in Serie A per la Roma. La prima partita contro il Padova nel dicembre del 1961, la seconda da titolare contro l'Udinese. Nella stessa stagione scende in campo da titolare nel derby di Coppa Italia contro la Lazio vinto dai giallorossi 6-4 dcr.
Viene poi ceduto al Cesena, mentre dal 1963 al 1965 gioca invece due stagioni con la maglia del Padova totalizzando 61 presenze e 4 gol.
Gioca inoltre per Avellino e Sora.
È stato soprannominato in dialetto genzanese "Schiccherò", in onore del suo tiro prodigioso che impensierì molti portieri della sua epoca.

### Allenatore
Divenuto allenatore ha guidato la Viterbese, il Cynthia, l'Aprilia, il Nemi, il Cassino, l'Ariccia, il Pomezia e il Pro Cisterna. Riesce a vincere sette campionati (seppur due a pari merito).

## Riconoscimenti
Il 30 giugno 2018, dopo una votazione unanime del consiglio comunale, gli viene intitolato il campo sportivo di Genzano di Roma.

## Palmarès

### Allenatore
Serie D: 2 
Cynthia: 1981/1982 (pari merito con il Foligno), 1989/1990 (pari merito con il Formia).
 Promozione Laziale: 3 
Cynthia: 1970/1971
Pro Cisterna: 1982/1983
Cassino: 1994/1995
 Prima Categoria Laziale: 2 
Aprilia: 1972/1973
Ariccia: 1974/1975